# Ioan Igorewitsch Jakowlew
Ioan Igorewitsch Jakowlew (russisch Иоан Игоревич Яковлев; * 19. Januar 1998 in Narva, Estland) ist ein russischer Fußballspieler.

## Karriere
Jakowlew begann seine Karriere beim JK Kalev Sillamäe. Zur Saison 2010 wechselte er in die Jugend des FC Levadia Tallinn. Im Januar 2014 kam er nach Russland in die Akademie von Zenit St. Petersburg. Zur Saison 2015 kehrte er wieder zu Levadia zurück, wo er fortan für die zweite Mannschaft in der Esiliiga zum Einsatz kam. In der Saison 2016 stand er zudem zweimal ohne Einsatz im Profikader. Für Levadias U-21 kam er zu 58 Einsätzen in der zweithöchsten estnischen Spielklasse, in denen er 15 Tore erzielte.
Zur Saison 2017 wechselte Jakowlew zum Erstligisten JK Trans Narva. Sein Debüt in der Meistriliiga gab er im März 2017 gegen Paide Linnameeskond. In der Spielzeit 2017 verpasste er nur ein Spiel und erzielte zwei Tore in 35 Einsätzen. Zur Saison 2018 wechselte er innerhalb der Liga zum JK Tallinna Kalev. Für Kalev kam er zu 32 Erstligaeinsätzen und erzielte dabei drei Tore.
Im Januar 2019 wechselte Jakowlew nach Spanien zum Viertligisten Atlético Saguntino. Saguntino verließ er nach der Saison 2018/19 wieder. Im Oktober 2019 schloss er sich dem ebenfalls viertklassigen Arandina CF an. Zur Saison 2020/21 wechselte er zum Drittligisten SCR Peña Deportiva.